# Animal (Neon Trees)
Animal è un singolo dei Neon Trees, il primo estratto dal loro album di debutto Habits, pubblicato il 16 marzo 2010.

## Video musicale
Per il singolo son stati realizzati due diversi video musicali, pubblicati rispettivamente nel gennaio e nel maggio 2010. Nel primo, diretto da Zach Rogers, la band irrompe in una galleria d'arte dopo aver addormentato i presenti e la distrugge. Nella seconda versione, chiamata "Viral Version", la direzione è affidata a BBGun, e vede la band suonare il brano in una prateria e all'interno di un'auto.

## Successo commerciale
Dopo 32 settimane in classifica, il singolo ha raggiunto la prima posizione dell'Alternative Songs di Billboard, stabilendo il record per il maggior tempo impiegato da un brano a raggiungere la cima di tale classifica. Nel novembre 2010 il brano è stato certificato doppio disco di platino per aver venduto oltre 2 milioni di copie negli Stati Uniti, mentre nel maggio 2011 è stato premiato ai Billboard Music Award come miglior canzone alternative.

## Tracce
Testi e musiche di Branden Campbell, Tyler Glenn e Tim Pagnotta, eccetto dove indicato.
Download digitale (Universal)
1. Animal – 3:33
2. Animal (Radio Edit) – 3:55
3. Never Tear Us Apart (INXS cover) – 3:17 (Andrew Farriss, Michael Hutchence)

Download digitale (Mercury)
1. Animal – 3:32

Vinile
1. Animal – 3:32
2. Calling My Name – 3:21 (Allen, Bradley, Campbell, Glenn)

## Classifiche
| Classifica (2010-2011)           | Posizione massima |
| -------------------------------- | ----------------- |
| Australia                        | 25                |
| Austria                          | 40                |
| Belgio                           | 37                |
| Canada                           | 29                |
| Danimarca                        | 12                |
| Germania                         | 38                |
| Nuova Zelanda                    | 30                |
| Paesi Bassi                      | 9                 |
| Regno Unito                      | 40                |
| Stati Uniti                      | 16                |
| Stati Uniti (alternative)        | 1                 |
| Stati Uniti (adult pop)          | 2                 |
| Stati Uniti (adult contemporary) | 15                |
| Stati Uniti (dance)              | 42                |
| Stati Uniti (pop)                | 7                 |
| Stati Uniti (rock)               | 2                 |
| Svezia                           | 55                |